# Ruvungane
Die Ruvungane sind eine Gruppe kleiner und bis zu 1930 m hoher Berggipfel im ostantarktischen Königin-Maud-Land. Im südlichen Teil des Borg-Massivs ragen sie unmittelbar nördlich des Ryvingen auf.
Norwegische Kartographen, die sie auch benannten, kartierten sie anhand von Vermessungen und Luftaufnahmen der Norwegisch-Britisch-Schwedischen Antarktisexpedition (1949–1952).